# Mollana della Val Borbera
La Mollana della Val Borbera è un formaggio prodotto soprattutto in val Borbera in Piemonte. È un formaggio a pasta molle di latte vaccino prodotto in forme di circa un chilo dal diametro di 20–25 cm e lo scalzo di 2–3 cm.
Il nome “mollana” deriva dalla consistenza molle della pasta. 

## Processo di produzione
Il latte vaccino viene messo a scaldare in una caldaia di rame e poi si aggiunge il caglio ad una temperatura non superiore ai 35 gradi.

Dopo 3 ore la cagliata viene rotta e si lascia riposare, aspettando la sedimentazione sul fondo. Due ore dopo si estrae la cagliata e viene posta in formelle. Le formelle sono pressate ancora con le nocche e vengono girate ancora 3 o 4 volte ogni 3 ore, poi vengono messe una sopra l'altra oppure viene messo su ognuna un peso fino al mattino dopo. Poi le formelle vengono ricoperte di strisce di lino o cotone e messe su assi di legno dolce per 3 giorni per velocizzare l'asciugatura. Quando si forma la crosta inizia la salatura e finita l'asciugatura le formelle vengono sovrapposte un giorno, poi vengono lavate e messe su assi di legno a stagionare per 10 giorni.